# Suisse aux Jeux olympiques d'hiver de 1992
Cet article contient des informations sur la participation et les résultats de la Suisse aux Jeux olympiques d'hiver de 1992 à Albertville en France. Elle était représentée par 74 athlètes. Ils ont remporté trois médailles : une d'or et deux de bronze, ce qui place la Suisse au 14e rang au tableau des médailles. Le skieur de vitesse suisse Nicolas Bochatay est mort pendant la compétition en percutant une dameuse.

## Médailles
| Médaille                            | Nom                                                         | Sport     | Compétition         |
| ----------------------------------- | ----------------------------------------------------------- | --------- | ------------------- |
| Médaille d'or, Jeux olympiques      | Donat Acklin Gustav Weder                                   | Bobsleigh | Bob à deux hommes   |
| Médaille de bronze, Jeux olympiques | Steve Locher                                                | Ski alpin | Combiné hommes      |
| Médaille de bronze, Jeux olympiques | Donat Acklin Curdin Morell Lorenz Schindelholz Gustav Weder | Bobsleigh | Bob à quatre hommes |

## Épreuves

### Hockey sur glace

#### Effectif
- Gardiens de but[3] : Reto Pavoni (EHC Kloten), Renato Tosio  (CP Berne).
- Défenseurs : Samuel Balmer (Fribourg-Gottéron), Sandro Bertaggia (HC Lugano), Andreas Beutler (CP Berne), Patrice Brasey (Fribourg-Gottéron), Doug Honegger (HC Lugano), Dino Kessler (EV Zoug), André Künzi (EV Zoug), Sven Leuenberger (CP Berne).
- Attaquants : Mario Brodmann (Fribourg-Gottéron), Manuele Celio (EHC Kloten), Jörg Eberle (HC Lugano), Keith Fair (HC Ambri-Piotta), Patrick Howald (CP Berne), Peter Jaks (HC Ambri-Piotta), Alfred Lüthi (HC Lugano), Gil Montandon (CP Berne), Mario Rottaris (Fribourg-Gottéron), André Rötheli (HC Lugano), Andy Ton (HC Lugano), Thomas Vrabec (CP Berne).

- Entraîneur : Juhani Tamminen.